# 動力学的校正
動力学的校正（どうりきがくてきこうせい、英：kinetic proofreading）あるいはキネティックプルーフリーディングとは、生化学反応における誤り修正、校正の機構である。タンパク質の合成のためのDNAの翻訳や、免疫における分子認識のモデルの粗視化モデルに位置づけられる。ジョン・ホップフィールドとジャック・ニニオにより独立に提案された。動力学的校正では、非平衡な過程を導入することにより、化学ポテンシャルから期待されるより高い正確さで正しい生成物を合成することが可能になる。
細胞内は多様な分子の混合物で満たされている。それゆえ、細胞内での分子の合成においては、意図しない反応が進行することで生成物以外の分子が生成することが考えられる。そこで、DNAの翻訳のように正確さを求められる反応においては、目的の反応だけを特異的に進める機構が必要とされる。そこで、動力学的校正では不可逆反応を導入することで反応の正確さを高める。正しい反応と誤った反応の2つの反応が同時に進む場合、平衡系であれば反応の正確さは生成物の化学ポテンシャル差に応じて決定する。しかし不可逆反応の存在を認めて非平衡な過程を入れると、それ以上に高い特異性をもたせることができる。こうした過程におけるエネルギー散逸の大きさと反応の正確さの間にはトレードオフが存在することが知られている。